# فهرست ریاضی‌دانان غیرحرفه‌ای
این صفحه در بر دارندهٔ نام ریاضی دانانی است که شغل و پیشه اصلی آن‌ها ریاضیات نبوده‌است، اما با این حال، کمک شایان و بعضاً برجسته‌ای به ریاضیات کرده‌اند.
| - ماریا گائتانا آنیزی (معلم مدرسهٔ ابتدایی) - احمس (نویسندهٔ نسخه‌های خطی) - Robert Ammann (برنامه‌نویس و کارمند پُست) - John Arbuthnot (جراح و نویسنده) - ژان رابرت ارگاند (کتاب فروش) - Leon Bankoff (دندان پزشک بورلی هیلز) - توماس بیز (کمک کار کشیش) - اندرو بیل (تاجر) - فردریش بسل (حسابدار) - فرانکل بسی (مشاور در دادگاه) - Chester Ittner Bliss (زیست‌شناس) - ناپلئون بناپارت (ژنرال) - جرج بول (معلم مدرسهٔ ابتدایی) - مری اورست بول (خانه‌دار، کتابدار) - William Bourne (صاحب مسافرخانه) - ناتانیل بودیچ (حسابدار قراردادی) - Achille Brocot (ساعت‌ساز) - Harlan J. Brothers (معلم، مخترع، موسیقی‌دان) - ژو بورجی (ساعت‌ساز) - Marvin Ray Burns (سرباز قدیمی) - جرلامو کاردانو (پزشک) - دی جی چمپرنون, (دانش‌جو کالج) - Thomas Clausen (دستیار فنی) - سِر جیمز کاکل (وکیل) - Federico Commandino (پزشک) - William Crabtree (سوداگر (تاجر بورس)) - Nathan Daboll (بُشکه و پیت‌ساز) - Felix Delastelle (انبار دار) - مارتین دمین (هنرمند زرگر و شیشه) - Humphry Ditton (minister) - Harvey Dubner (مهندس) - هنری دودنی (مستخدم دولتی) - موریس اشر (هنرمند گرافیک) - لئوناردو فیبوناچی (دستیار تاجر بورس) - Sarah Flannery (معلم دبیرستان) - Reo Fortune (انسان‌شناس) - John G.F. Francis (دستیار تحقیق) - بنجامین فرانکلین (پایه‌گذار حکومت) - فرانکل بسی (مشاور) - گما فریزیوس (پزشک) - Britney Gallivan (مدیر مدرسه) - پییر دو فرما (وکیل) - جیمز آبرام گارفیلد (رئیس جمهور آمریکا) - Thorold Gosset (وکیل) - هرمان گراسمان (معلم مدرسه) - John Graunt (فروشندهٔ لباس مردانه) | - جورج گرین (آسیابان) - André-Michel Guerry (وکیل) - Charles James Hargreave (قاضی) - الیور هویساید (تلگرافچی) - Kurt Heegner (محقق خصوصی) - Alfred Bray Kempe (وکیل) - امانوئل لاسکر (شطرنج باز) - Harry Lindgren (مستخدم دولتی) - ایدا لاولیس (کنتس، عضو خانوادهٔ شاهی) - Kenneth McIntyre (وکیل) - دانیکا مک‌کلر (هنرپیشه) - Anderson Gray McKendrick (پزشک) - مارین مرسن (متخصص رشتهٔ الهیات) - ابراهام دو مواور - فلورانس نایتینگل (پرستار) - Rudolf Ondrejka (دام پزشک) - Jacques Ozanam (آموزگار خصوصی) - Nicolò Paganini (دانش‌آموز) - پانینی (زبان‌شناس) - بلز پاسکال (محقق قوانین تقسیم ارث) - Kenneth Perko (وکیل) - Pingala (موسیقی‌دان) - ویلیام پلیفیر (نقشه‌کش) - Henry Cabourn Pocklington (مدیر مدرسه) - فرانسوا پروت (کشاورز) - سرینیواسا رامانوجن (کارمند) - Ramchundra (مدیر) - Marjorie Rice (خانه‌دار) - Olinde Rodrigues (بانگدار، طرفدار اصلاحات اجتماعی) - Robert Schlaifer, (محقق) - William Shanks (زمین‌دار) - Abraham Sharp, (مدیر مدرسه) - سیمون استیون (کارمند بورس) - آلیسا بولی استوت (منشی) - Gaston Tarry (مستخدم دولتی) - نیکولو تارتالیا (مسئول فروش مغازه) - سباستین تروشه (راهب) - فرانسوا ویت (وکیل) - Giordano Vitale (سرباز) - William Wallace(صحافی کنندهٔ کتاب) - والتر فرانک رافائل ولدون (زیست‌شناس) - یوهانس ورنر (کشیش) - Magnus Wenninger (راهب) - کاسپر وسل (وکیل) - Frank Wilcoxon (شیمیدان) - Édouard Zeckendorf (پزشک) |

و مردی که بسیار از او قدردانی شد و عنوان «شاه غیرحرفه‌ای‌ها» را از آن خود کرد:
- پییر دو فرما (وکیل)